# 2010 XC15
2010 XC15 – planetoida z grupy Atena należąca do obiektów NEO oraz PHA. Została odkryta 5 grudnia 2010 w programie Catalina Sky Survey. Nazwa planetoidy jest oznaczeniem tymczasowym, nie posiada też ona jeszcze indywidualnego numeru.
Planetoida 2010 XC15 okrąża Słońce w ciągu 230 dni, w średniej odległości 0,73 j.a., a mimośród jej orbity wynosi 0,41. Średnica tej planetoidy to około 200 metrów. 26 grudnia 1976 roku przeleciała ona niezauważona w odległości 0,002 j.a. od Ziemi.